# Josef Nikolaus von Schraut
Josef Nikolaus Ritter von Schraut (* 21. Februar 1846 in Würzburg; † 12. Dezember 1905 in München) war ein deutscher Verwaltungsjurist.

## Leben
Josef Nikolaus von Schraut studierte an der Julius-Maximilians-Universität Würzburg Rechtswissenschaft. 1865 wurde er Mitglied des Corps Bavaria Würzburg. Nach dem Studium trat er in den bayerischen Staatsdienst. Er war von 1902 bis zu seinem Tod Regierungspräsident der Regierung von Oberbayern. Von Schraut war Bayerischer Staatsrat in außerordentlichen Diensten und trug den Ehrentitel Exzellenz.